# Dębnicko-Tyniecki obszar łąkowy
Dębnicko-Tyniecki obszar łąkowy este o arie protejată (sit de importanță comunitară — SCI) din Polonia întinsă pe o suprafață de 282,86 ha, integral pe uscat.

## Localizare
Centrul sitului Dębnicko-Tyniecki obszar łąkowy este situat la coordonatele 50°01′46″N 19°52′31″E / 50.0294°N 19.8754°E.

## Înființare
Situl Dębnicko-Tyniecki obszar łąkowy a fost declarat sit de importanță comunitară în octombrie 2009 pentru a proteja 2 specii de plante și 5 specii de animale.

## Biodiversitate
Situată în ecoregiunea continentală, aria protejată conține 6 habitate naturale: Lacuri eutrofice naturale cu vegetație de tip Magnopotamion sau Hydrocharition, Pajiști uscate seminaturale și facies de acoperire cu tufișuri pe substraturi calcaroase (Festuco-Brometalia) (* situri importante pentru orhidee), Pajiști cu Molinia pe soluri calcaroase, turboase sau argilos-nămoloase (Molinion caeruleae), Fânețe de joasă altitudine (Alopecurus pratensis, Sanguisorba officinalis), Mlaștini alcaline, Păduri de stejar și carpen Galio-Carpinetum.
La baza desemnării sitului se află mai multe specii protejate:
- plante (2): Angelica palustris, moșișoare (Liparis loeselii)
- amfibieni (1): triton cu creastă (Triturus cristatus)
- nevertebrate (4): fluturele purpuriu (Lycaena dispar), Lycaena helle, Phengaris nausithous, Phengaris teleius